# Cattleya schofieldiana
Cattleya schofieldiana là một loài lan trong chi Cattleya.

## Hình ảnh

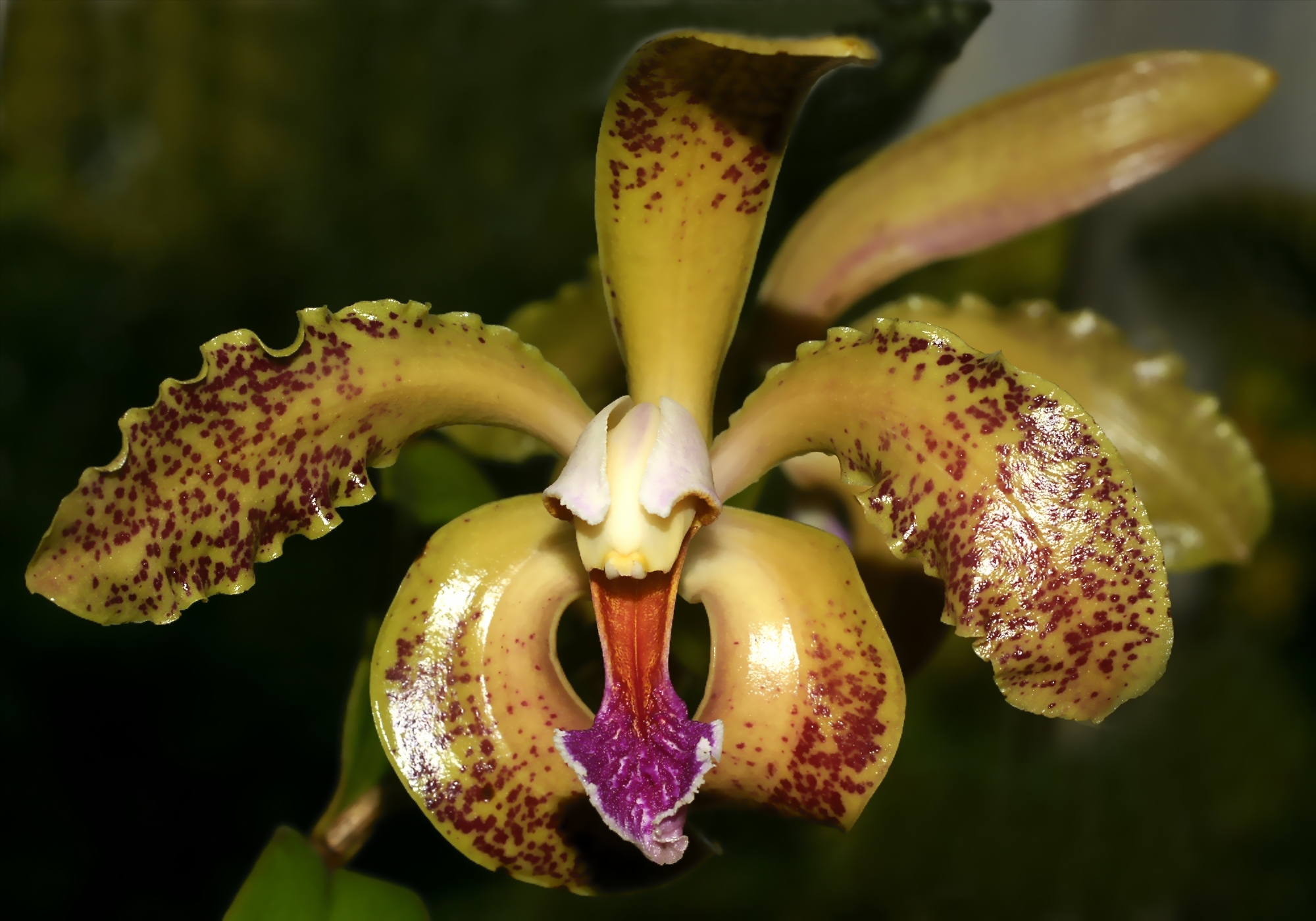